# Triangulació
|  | Aquest article tracta sobre trigonometria. Vegeu-ne altres significats a «Triangulació (escacs)». |

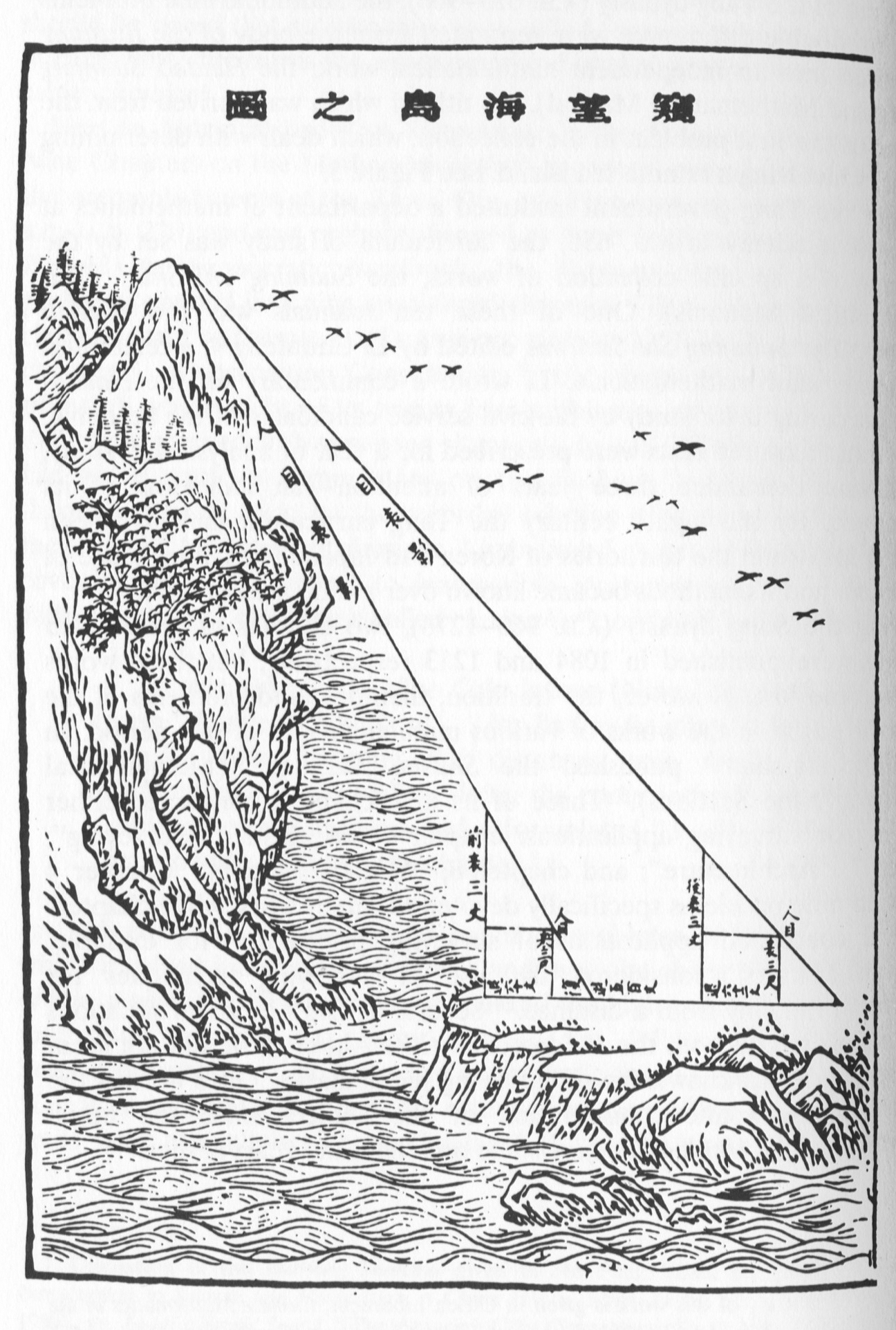
Triangulació. Liu Hui (c. 263): Com es mesura l'altura d'una illa del mar? Il·lustració d'una edició de 1726

En trigonometria i en geometria, la triangulació és el procés de determinar la posició d'un punt mesurant els angles fins a aquest punt a partir de punts coneguts a l'extrem d'una línia de llargària coneguda, en comptes de mesurar la distància al punt directament. El punt pot fixar-se llavors com a tercer punt d'un triangle del qual es coneixen dos angles i un costat per a resoldre'l. 
En geodèsia, es fa servir per a determinar els punts singulars d'un territori, mitjançant el càlcul exacte dels vèrtexs geodèsics, amb sistemes de triangles molt grans, anomenats xarxes de triangulació. També es fa servir en topografia.

## Definició
En topologia, una triangulació d'un espai topològic X és un complex simplicial K homeomorf a X, i un homeomorfisme h : K → X. La triangulació és útil per determinar les propietats d'un espai topològic.
En geometria, una triangulació és una manera de dividir una forma geomètrica (p. ex. un pla, un polígon) en una col·lecció de triangles. Un exemple clàssic és la triangulació de Delaunay. Una de les aplicacions d'aquest procés és definir un mallat d'un recinte que permeti l'anàlisi d'elements finits.
La triangulació és també el procés que permet determinar una distància mitjançant el càlcul d'un dels costats d'un triangle i el mesurament de dos angles d'aquest triangle. Aquest mètode utilitza les identitats trigonomètriques.
Uns 600 anys abans de Crist, Tales de Milet va definir un mètode per avaluar la distància des de la costa d'un vaixell que està al mar. Per tal d'obtenir una aproximació a aquesta distància, Thales col·locava dos observadors A i C al llarg de la ribera, allunyats l'un de l'altre per una distància b coneguda. Demanava a cadascun dels observadors que mesuressin l'angle que feia la recta que unia l'observador amb el vaixell B amb la recta que l'unia amb l'altre observador. Aquest principi de telemetria òptica es fa servir encara en enginyeria òptica, així com en aplicacions militars, en els casos en què no es disposa de radar.
Aquest mètode té un especial interès si hom vol determinar grans distàncies, però en aquest cas cal situar els dos observadors suficientment allunyats l'un de l'altre, per tal que els mesuraments de l'angle siguin prou precisos.

### Propietats matemàtiques utilitzades

La triangulació pot utilitzar-se per mesurar les coordenades i la distància d'un vaixell a la costa. L'observador en el punt A mesura l'angle α entre la costa i el vaixell, i l'observador B fa el mateix per a β. Si hom coneix la distància ℓ o les coordenades d'A i B pot aplicar el teorema del sinus per a trobar les coordenades del vaixell en C i la distància d.

Les propietats que habitualment s'utilitzen per a la triangulació són:
- La suma dels angles d'un triangle és igual a π radians (180 graus)
- El teorema del sinus i el teorema del cosinus
- El teorema de Pitàgores

Amb l'esquema de la figura adjunta, hom pot determinar la distància d si es coneixen els angles α i β i el costat ℓ:
{\displaystyle d={\frac {\sin \alpha \,\sin \beta }{\sin(\alpha +\beta )}}\,l}.

## Història

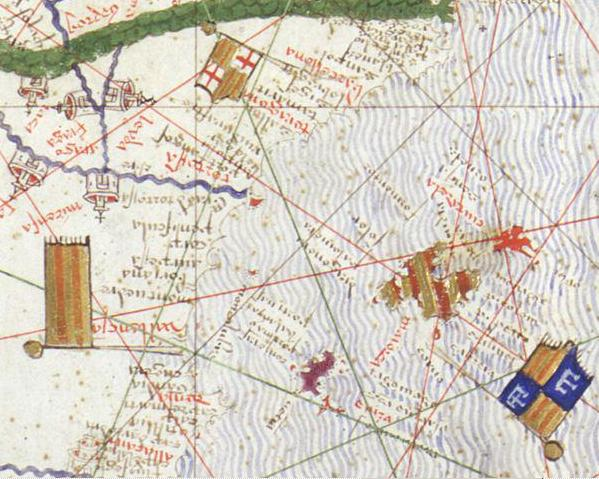
Atles de Cresques, 1375: Balears i costa mediterrània ibèrica

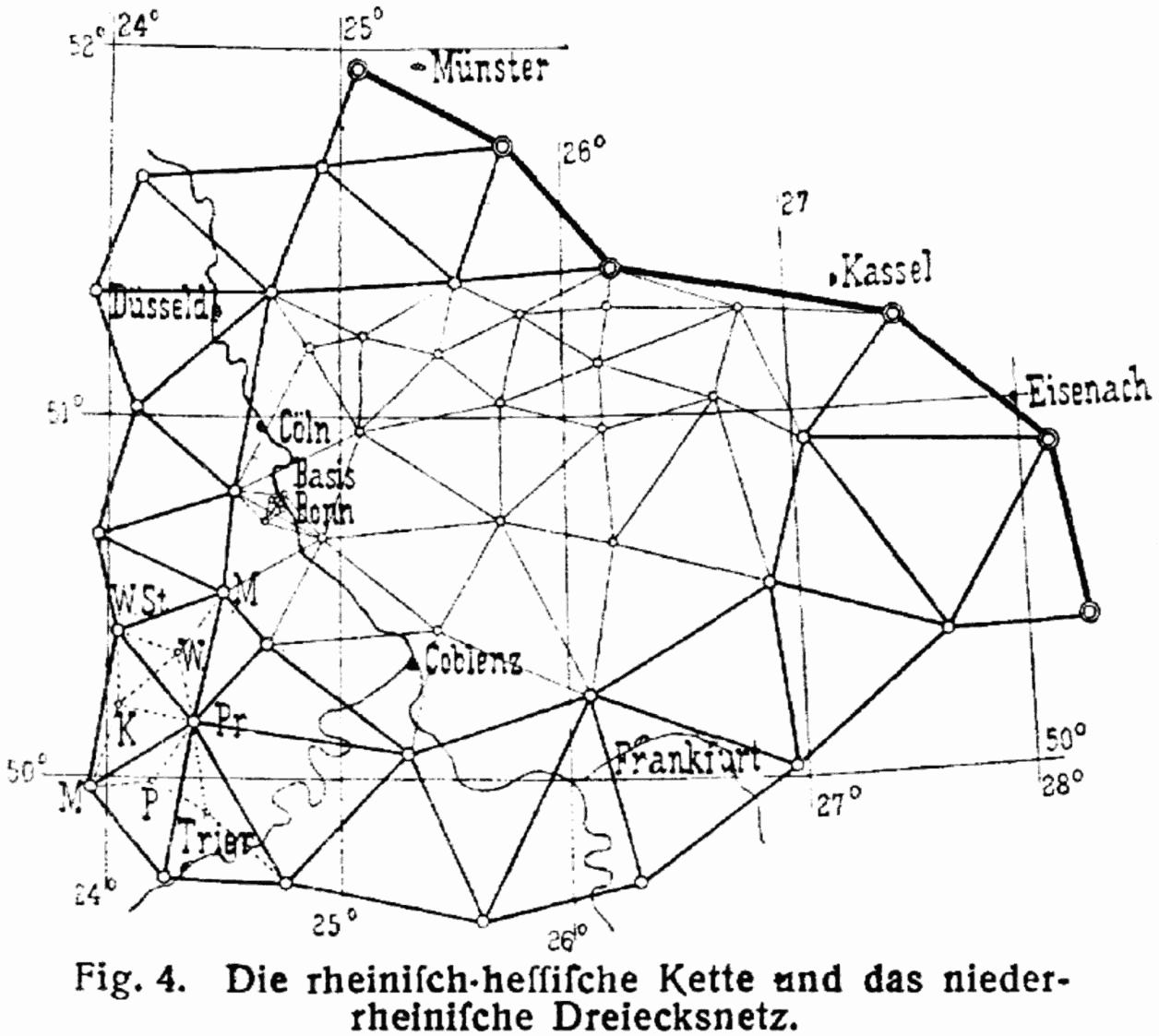
Xarxa de triangulació de Renania-Hesse,

El mètode de la triangulació per calcular les distàncies es remunta a l'antiguitat. A l'antic Egipte, aquesta tècnica ja era coneguda a principis del mil·lenni II aC, ja que en el problema 57 del papir Rhind es descriu el seqt o seked com el pendent (hipotenusa) d'un triangle rectangle, definit com la relació de dos nombres enters (catets). Tales, en el segle vi aC, utilitza triangles semblants per tal de calcular l'altura de les piràmides d'Egipte, mesurant la longitud de les seves ombres i comparant-les amb la seva pròpia ombra. Heró d'Alexandria (segle i) va determinar la longitud d'una distància mitjançant la triangulació, i utilitza un instrument que es coneix com el dioptra d'Heró.
A la Xina, Pei Xiu (224-271), en el cinquè dels seus sis principis, va identificar el mesurament dels angles rectes i aguts per tal de poder fer un traçat adequat de mapes, necessari per establir amb precisió les distàncies. Liu Hui (c. 263) proporciona una versió del càlcul anterior per al mesurament de les distàncies perpendiculars a llocs inaccessibles.
Els mètodes de triangulació utilitzats pels agrimensors foren introduïts a la península Ibèrica de l'edat mitjana a través de diversos tractats àrabs sobre l'astrolabi, com el d'Ibn as-Saffar († 1035). Al-Biruní († 1048) va introduir també les tècniques de triangulació per mesurar la grandària de la Terra i les distàncies entre diversos llocs, encara que sembla que aquests mètodes es van estendre de manera més lenta a la resta d'Europa. L'astrònom Tycho Brahe va aplicar aquest mètode a Escandinàvia, en triangular l'any 1579 l'illa de Hven. Aquest mateix mètode va ser emprat pels anglesos William Cunningham (a l'obra Cosmographical Glasse, 1559), Valentine Leigh (Treatise of Measuring All Kinds of Lands, 1562), William Bourne (Rules of Navigation, 1571), Thomas Digges (Geometrical Practise named Pantometria, 1571) i John Norden Surveyor's Dialogue (1607).

### Cartografia mitjançant triangulació

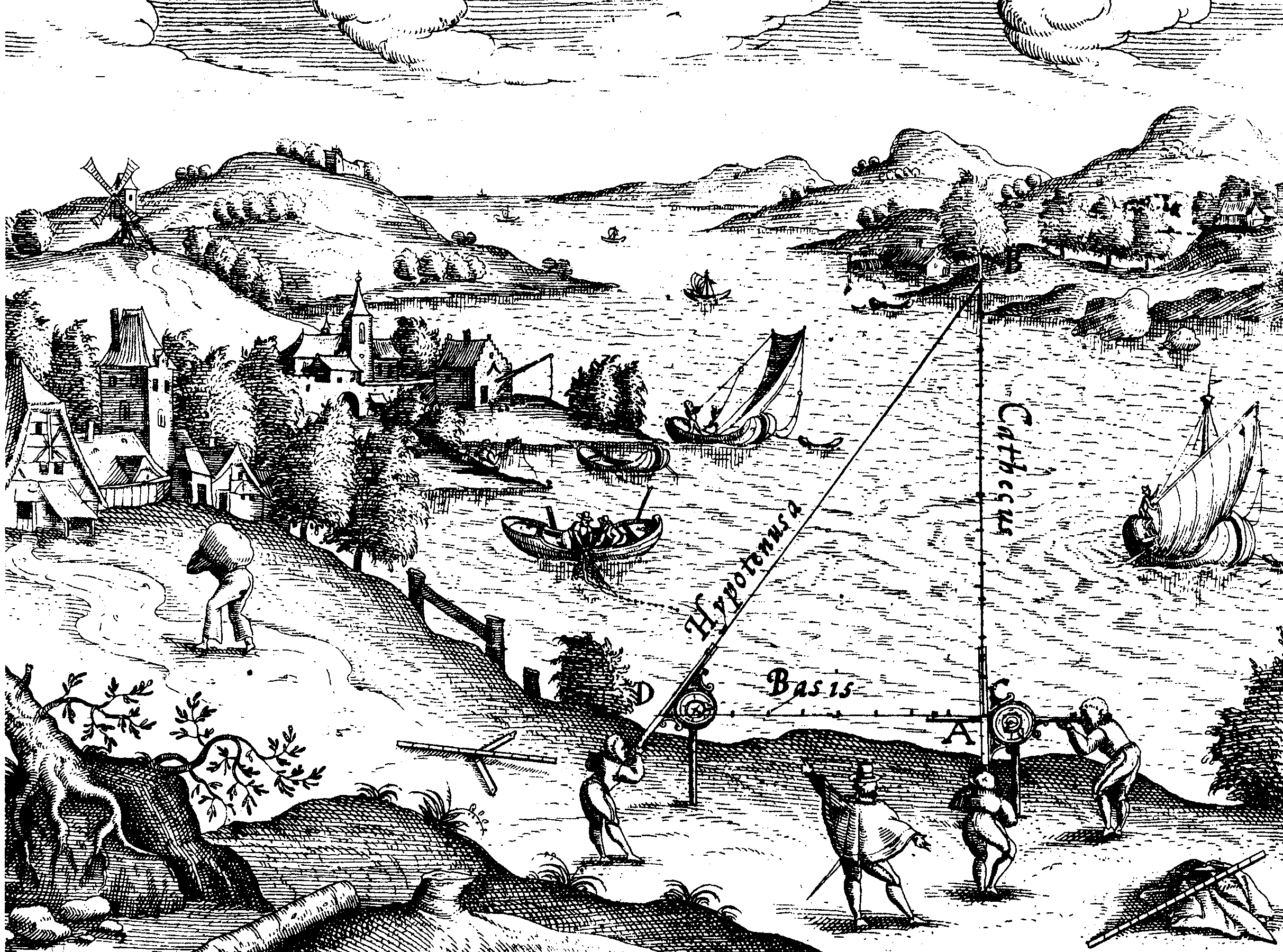
Mesurament de distàncies per triangulació, efectuades al

Fins a la dècada de 1980, es feia servir la triangulació essencialment per a mesurar distàncies. La triangulació consisteix a obtenir les direccions dels angles d'un triangle, dels quals hom escull els vèrtexs per la seva visibilitat (puig, cim, campanar...). A continuació, hom estableix una relació entre aquest triangle a un altre amb el qual té un costat en comú. Llavors només cal determinar una base de partida, és a dir, de mesurar a terra un costat del primer triangle, per tal d'obtenir les longituds dels costats de tots els triangles.
A Espanya, la carta portolana més antiga data de 1296 i és típica dels segles xiv i xv. El cartògraf neerlandès Gemma Frisius va proposar utilitzar la triangulació per determinar amb exactitud la posició de llocs llunyans en el seu escrit de 1533 Libellus de Locorum describendorum ratione.
Aquest procediment, repetit successivament, fou utilitzat per Delambre i Méchain entre 1792 i 1798 per mesurar la distància entre Dunkerque i Barcelona (aproximadament 1.147 km) al llarg del Meridià de París, fet que va permetre la primera definició pràctica i oficial del metre l'any 1799 (encara que el concepte de metre com a unitat universal i decimal és força anterior; vegeu les obres de John Wilkins i de Tito Livio Burattini).
A partir d'un punt de referència, hom pot determinar d'aquesta manera la posició de diferents punts d'un territori, i confeccionar-ne un mallat. D'aquest mallat se'n pot derivar una cartografia precisa i del qual es coneixen les deformacions, per comparació amb els mapes dibuixats a mà alçada a partir d'un punt elevat.

### Xarxes modernes de triangulació
L'ús sistemàtic de les modernes xarxes de triangulació deriva dels treballs del matemàtic neerlandès Willebrord Snellius, qui el 1615 va estudiar la distància d'Alkmaar a Bergen op Zoom, aproximadament 110 km, utilitzant un conjunt de 33 triangles. Les dues ciutats estaven separades un grau sobre el meridià, i amb el seu mesurament fou capaç de calcular la longitud de la circumferència de la Terra, una fita que celebra en el títol del seu llibre Eratosthenes Batavus (Els Eratòstenes holandesos), publicat l'any 1617. Snellius va calcular la forma de corregir les fórmules per adaptar-les a la curvatura de la Terra.
Amb els mètodes de Snellius, Jean Picard va mesurar, entre 1669 i 1670, un grau de latitud al llarg del meridià de París, encadenant 13 triangles que s'estenien entre el nord de París fins a la torre del rellotge de Sourdon, prop d'Amiens. Gràcies a les millores en els instruments i a la seva exactitud, hom la defineix com el primer mesurament raonablement precís del radi de la terra. Entre 1683 i 1718, Giovanni Cassini i el seu fill Jacques Cassini van mesurar, sobre el meridià de París, des de Dunkerque fins a Perpinyà, i entre 1733 i 1740, Jacques i el seu fill César Cassini van realitzar la primera triangulació de tot el país, incloent-hi un nnou estudi del meridià, la qual cosa els va portar a la publicació, l'any 1745, del primer mapa de França, construït sobre principis rigorosos.

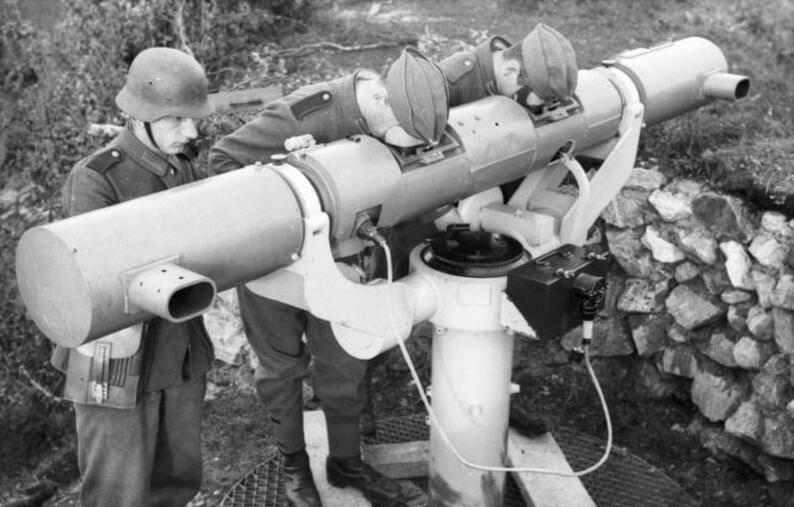
Telèmetre òptic utilitzat pels alemanys durant la Segona Guerra Mundial

A finals del segle xviii, altres països van començar a establir mesuraments amb xarxes de triangulació per tal d'obtenir mapes dels seus països. La Principal Triangulation of Britain es va iniciar arran de l'Ordnance Survey l'any 1783, encara que no es va finalitzar fins al 1853. El Great Trigonometric Survey de l'Índia, que va cartografiar l'Everest i els altres pics de l'Himàlaia, va començar l'any 1801.
Actualment, les xarxes de triangulació a gran escala han estat substituïdes pel Sistema global de navegació per satèl·lit (GNSS), establertes des de la dècada de 1980. Tanmateix, encara es mantenen molts dels punts de control dels anteriors estudis com a valuosos elements històrics del paisatge, com els pilars de formigó establerts per a la retriangulació de la Gran Bretanya (1936-1962), o els punts de triangulació de l'arc geodèsic de Struve (1816-1855), proclamats per la UNESCO com a Patrimoni de la Humanitat.

## Aplicacions

### Triangulació de superfícies

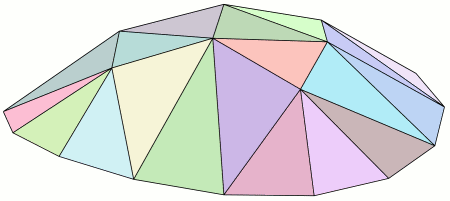
Triangulació d'una superfície convexa

La triangulació de superfícies és un mètode per obtenir àrees de figures poligonals, normalment irregulars, mitjançant la seva descomposició en formes triangulars. Lògicament, la suma de les àrees dels triangles dona com a resultat l'àrea total.
L'àrea d'un triangle es pot trobar mitjançant la següent equació:
{\displaystyle S={\frac {bh}{2}}={\frac {{\text{base}}\cdot {\text{altura}}}{2}}}
on S és la superfície, b la longitud d'un costat qualsevol, i h la distància perpendicular entre la base i el vèrtex oposat a aquesta base.

### Triangulació geodèsica

Triangulació geodèsica

Mitjançant la triangulació, es poden obtenir les coordenades d'un punt no accessible B (el vaixell de la imatge). Primer, es calcula la distància (A-C) existent entre dos punts accessibles de la costa (amb coordenades A i C). Si es mesura l'amplitud dels angles dels vèrtexs A i C, mitjançant trigonometria, hom pot obtenir les distàncies (A-B) i (C-B) i, per tant, les coordenades del tercer punt no accessible, B.

### Triangulació basada en les direccions
La tècnica de triangulació es fa servir en diverses àrees, com la supervivència, la navegació, l'astronomia o l'armament (coets).
D'aquesta manera, una embarcació pot conèixer la seva posició si identifica l'azimut (és a dir, l'angle respecte el nord) de dos punts distants (per exemple, el campanar d'una església, o un far); llavors n'hi ha prou amb dibuixar, sobre un mapa, les rectes que passen pels punts observats i que tenen la direcció observada. La intersecció d'aquestes rectes proporciona la posició de l'embarcació. Per tal d'evitar les imprecisions dels mesuraments, hom utilitza generalment tres punts de referència, anomenats balises.
Si s'efectuen tres observacions, hom hauria de tenir un punt de concurrència únic de les tres rectes. A la pràctica, però, les imprecisions (de l'observació, de la lectura de l'angle, del traçat de la recta) fan que se n'obtingui un triangle, que proporciona una estimació de la precisió de la mesura. Una decisió raonable és (si els angles estan situats a 120° l'un de l'altre) prendre com a posició de l'embarcació el baricentre d'aquest triangle, i com a error la distància entre aquest centre i el punt més allunyat.

#### Vehicles en moviment

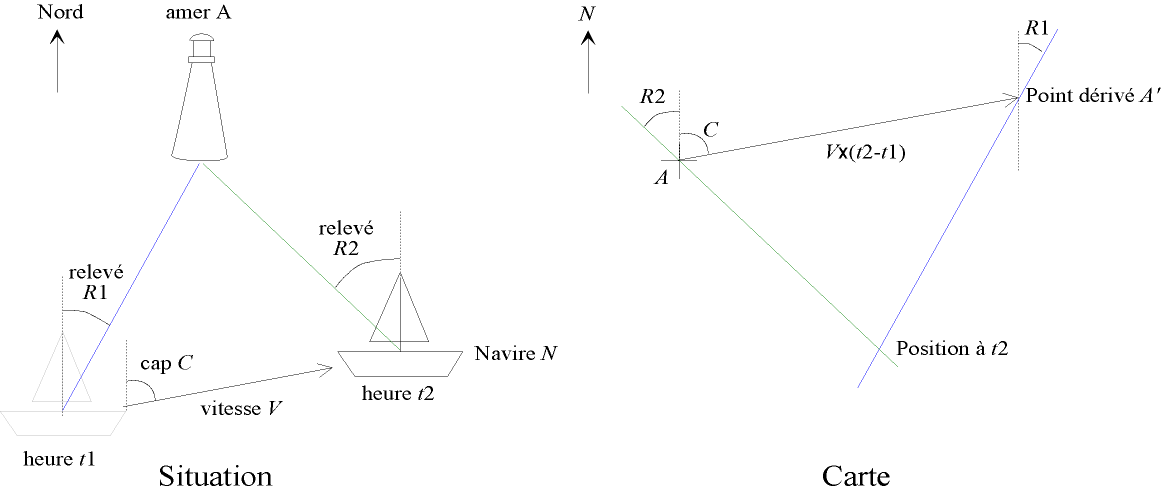
Navegació amb referència a una balisa

En el cas d'un vehicle en moviment, cal considerar el desplaçament del vehicle. Cal conèixer, per tant, la direcció i la velocitat del vehicle. La direcció del moviment ve donada pel compàs; en el cas d'un veler, hom pot estimar la velocitat a partir de la velocitat del vent i del corrent.
Si la velocitat és lenta i les observacions es realitzen de manera pròxima (com en el cas de la navegació marítima), hom pot obviar aquest fenomen; en canvi, cal anotar l'hora de l'observació.
El coneixement d'aquest moviment permet fer una observació amb només una balisa; per exemple, en el cas d'una navegació amb boira, on només està disponible un punt característic de manera intermitent. En aquest cas, hom anota les direccions i de les hores de les observacions.
D'aquesta manera, hom té un vèrtex del triangle (la balisa), les direccions de dos costats (les dues observacions), i la direcció i la longitud del tercer costat (la trajectòria del vaixell), que permeten determinar completament el triangle.

## Termes relacionats
Per analogia, la triangulació també fa referència a la utilització creuada de tècniques de recopilació de dades en estudis qualitatius, especialment en ciències socials.